# Р-500 (ракета)
P-500 (9М728) — российская крылатая ракета, созданная для ОТРК «Искандер». Разрабатывалась с 1996 года екатеринбургским ОАО ОКБ «Новатор». Государственные испытания ракеты начались в 2008 году, а в 2009 году она была принята на вооружение.
Как сообщил в начале 2013 года официальный представитель СВ РФ полковник Донюшкин, ракета Р-500 является усовершенствованной версией советской системы C-10 «Гранат» с дальностью стрельбы до тысячи километров, а ракета 3М14Э, по его словам, является экспортным вариантом Р-500.

## Испытания и эксплуатация
Первые испытания Р-500 прошли 29 мая 2007 года на полигоне Министерства обороны России в Капустином Яру. Запуск ракеты производился комплексом «Искандер-К». По словам С. Б. Иванова, испытания прошли успешно.
В июне 2013 года войскам был передан первый бригадный комплект (12 самоходных пусковых установок 9П78-1 для 107-й ракетной бригады) комплексов «Искандер-М», которые способны пускать как крылатые, так и аэробаллистические ракеты.
19 сентября 2015 года в ходе учений «Центр-2015» комплекс 92-й ракетной бригады из состава 2-й гвардейской общевойсковой армии на Донгузском полигоне совершил первый в Центральном военном округе учебный пуск боевой ракеты 9М728.
- Пуски Р-500 на учениях
- Пуск Р-500 из ОТРК «Искандер» на полигоне Капустин Яр. 19 февраля 2022.
- Пуск Р-500 из ОТРК «Искандер-М» на полигоне Капустин Яр. 18 апреля 2016.